# Michele Diethelm
Michele Diethelm (* 7. September 1994) ist eine Schweizer Unihockeyspielerin, welche beim schweizerischen Nationalliga-A-Verein UH Red Lions Frauenfeld unter Vertrag steht.

## Karriere
Diethelm stand von 2012 2016 bei Unihockey Red Lions Frauenfeld unter Vertrag und stieg mit Frauenfeld 2016 in die Nationalliga A auf. Anschliessend entschloss sie sich für einen Wechsel in die 2. Liga zu den Hot Shots Bronschofen. Nach vier Jahren in der 1. und 2. Liga wechselte sie Mitte 2020 erneut zu den Red Lions Frauenfeld.